# 安妮卡·貝克
安妮卡·貝克（Annika Beck，1994年6月7日—）是一位德國女子職業網球運動員，她的WTA最高單打排名為世界第37（2016年7月18日）。她于2018年10月21日宣布退役。

## 外部連結
- 安妮卡·貝克的国际女子网球协会官方資料（英文）
- 安妮卡·貝克的國際網球總會 職業／青少年 官方資料（英文）
- Fed Cup - Player profile - Annika Beck (GER) （页面存档备份，存于）